# Сверчков, Дмитрий Фёдорович (генерал)
Дми́трий Фёдорович Сверчко́в (1777—1853) — генерал-лейтенант, участник Отечественной войны 1812 года и Заграничных походов 1813—1814 годов, отец художника В. Д. Сверчкова.
Родился в 1777 году. В 1798 году получил первый офицерский чин, служил по армейской пехоте. 14 ноября 1806 года, будучи в чине штабс-капитана, переведён из Петровского мушкетёрского полка в новосформированный Либавский мушкетёрский полк. Принимал участие в русско-шведской войне 1808—1809 годов.
В 1812 году был майором, участвовал в отражении нашествия Наполеона в Россию, в сражении при Бородино был ранен. Далее он находился в Заграничных походах 1813—1814 годов.
По окончании Наполеоновских войн Сверчков служил подполковником в Симбирском пехотном полку и 28 марта 1820 года был назначен командиром Петровского пехотного полка, 6 декабря 1827 года произведён в полковники. 28 июля 1835 года получил в командование 2-ю бригаду 21-й пехотной дивизии и 10 сентября того же года «за отличие по службе» произведён в генерал-майоры.
6 декабря 1850 года произведён в генерал-лейтенанты с увольнением в отставку. Скончался 16 апреля 1853 года, похоронен на территории собственного поместья «Ойямо» в городке Лохья Нюландской губернии.

## Награды
Среди прочих наград Сверчков имел ордена:
- Орден Святого Владимира 4-й степени с бантом (26 июля 1808 года)
- Орден Святой Анны 2-й степени (19 декабря 1812 года, императорская корона к этому ордену пожалована 22 декабря 1831 года)
- Орден Святого Георгия IV класса (26 ноября 1827 года, за беспорочную выслугу 25 лет в офицерских чинах, № 4067 по кавалерскому списку Григоровича — Степанова)
- Орден Святого Станислава 2-й степени со звездой (28 декабря 1837 года)
- Орден Святого Станислава 1-й степени (6 февраля 1849 года
- Орден Святого Владимира 3-й степени (24 января 1845 года)

## Семья
Дмитрий Фёдорович Сверчков был дважды женат, от первого брака с Катариной Шарлоттой Йениш у него было четверо детей:
- Владимир (ок. 1821—1888) — известный художник-баталист и портретист.
- Софья (1822—1846)
- Александра (1824—1907)
- Исидор (1837—1907) — генерал от инфантерии, Тавастгусский губернатор.